# Ma On Shan (montagne)
Pour l’article homonyme, voir Ma On Shan (ville).
Le Ma On Shan (en chinois : 馬鞍山) est une montagne en forme de selle de cheval située à l'est de Tai Po Hoi dans les Nouveaux Territoires de Hong Kong. D'une altitude de 702 mètres, elle figure parmi les plus hautes montagnes de Hong Kong. La montagne borde les districts de Sha Tin et de Tai Po.
Sous le versant ouest de la montagne et au long de Tai Po Hoi s'étire l'extension de la nouvelle ville de Ma On Shan, nommée en référence à la montagne et qui fait partie du district de Sha Tin. Cette extension se prolonge au nord jusqu'à Wu Kai Sha.
À l'est du sommet, les villages les plus proches se nomment Shap Sze Heung et King Lei Ha Hoi.

## Géographie

### Topographie
Le Ma On Shan peut se remarquer par son versant ouest qui ressemble à une selle, puisque Ma On Shan peut se traduire par « mont selle-de-cheval ». Neuf ruisseaux coulent en aval de la montagne, dont le plus important est situé sur sa pente sud-ouest, près du village de Ma On Shan.

### Flore

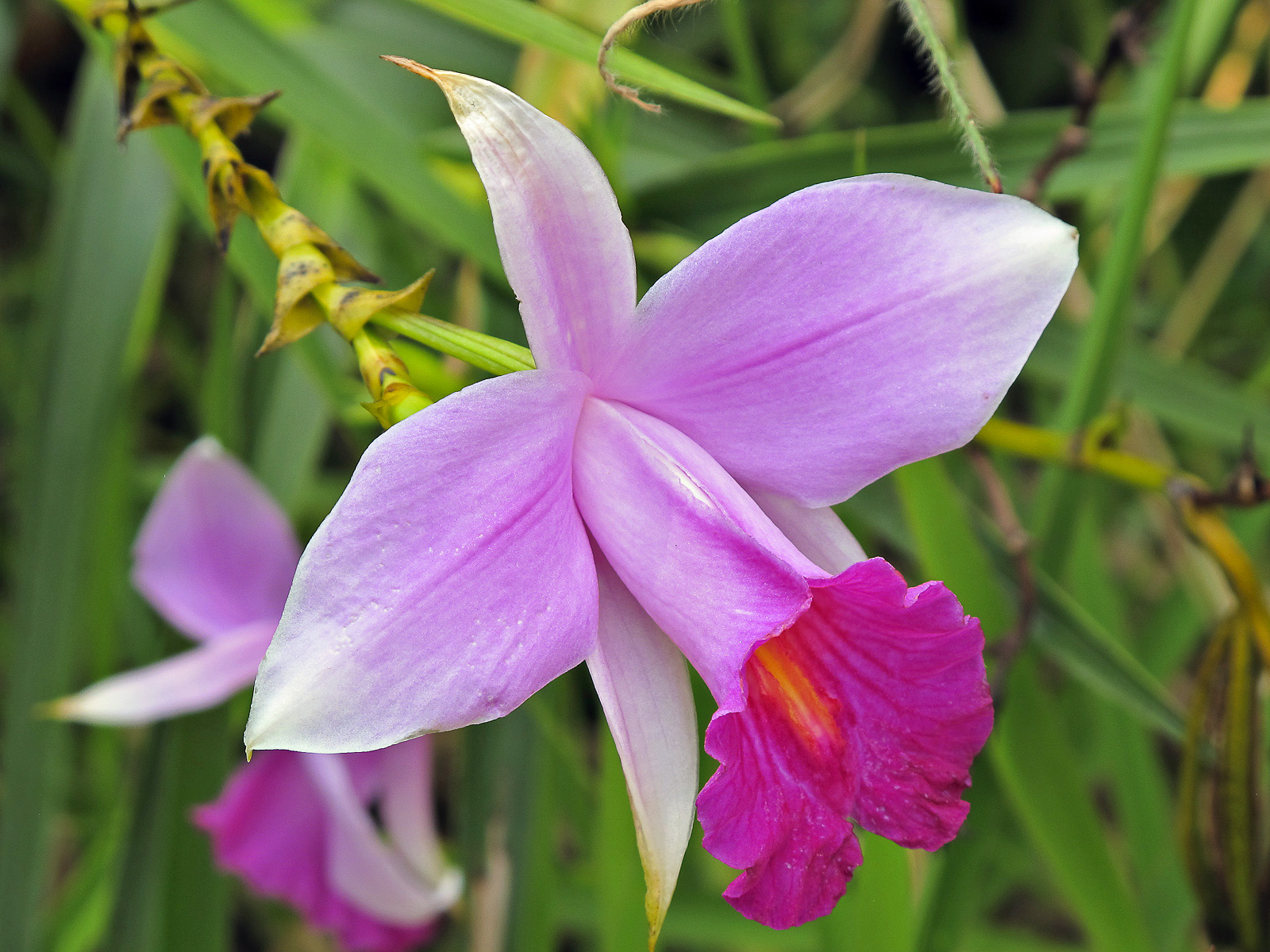
Fleur de l'orchidée bambou

Le versant nord du Ma On Shan est majoritairement boisé, tandis que le versant sud est principalement parsemé d'arbustes et d'herbages si bien que sur ces pentes volcaniques stériles, seules quelques plantes sont adaptées à la survie. On retrouve quelques espèces florales rares telles que l'azalée, qui fleurit fin Mars avec des fleurs rouges, ainsi que deux autres espèces endémiques de rhododendrons. D'autres espèces rares et protégées poussent sur le Ma On Shan telles que le lys chinois (Lilium brownii) qui se trouve sur son versant oriental. Quelques espèces d'orchidées sauvages poussent le long des ruisseaux du Ma On Shan comme l'orchidée bambou ou Arundina, qui est la plante la plus commune à Hong Kong et ainsi appelée du fait de sa ressemblance avec le bambou.

### Faune
L'environnement naturel du Ma On Shan est relativement intacte de sorte que ce précieux sanctuaire donne refuge à de nombreuses espèces de la faune sauvage telles que certains mammifères comme le pangolin à courte queue (Manis pentadactyla), le porc-épic chinois (Hystrix brachyura), le sanglier (Sus scrofa) et le cerf aboyeur (Munitacus muntjac).

## Histoire
La montagne était autrefois exploitée pour son minerai de fer d'une haute pureté (60 %), dont la production annuelle atteignait plus de 100 000 tonnes au cours des années 1950 et 1960. Ainsi un vaste réseau de galeries souterraines a été établie, mais la mine de fer a été abandonnée dans les années 1970 du fait de sa non-rentabilité.